# Wayne Rainey
Wayne Rainey (Downey, California, 23 de octubre de 1960) es un expiloto de motociclismo estadounidense. Se destacó en el Campeonato del Mundo de Motociclismo durante finales de los años 1980 y principio de los años 1990, con la marca Yamaha.
Se consagró tres veces campeón en la especialidad de 500cc en 1990, 1991, y 1992, subcampeón en 1989 y 1993, y tercero en 1988. Obtuvo 24 victorias en Grandes Premios, 64 podios y 15 pole position en 83 carreras por dicha categoría.
Mantuvo una fuerte rivalidad con Kevin Schwantz en la pista, desde el Campeonato de la AMA de Superbikes en 1987 hasta en el Campeonato del Mundo de Motociclismo en 1993.

## Biografía
Rainey empezó su carrera deportiva corriendo pista de tierra en el Campeonato AMA del Grand National, hasta pasarse al motociclismo de velocidad en 1981.
En 1982, Rainey compite en el motociclismo de velocidad, disputando el Campeonato de la AMA de Superbikes con la marca Kawasaki, resultando tercero en 1982 y campeón en 1983.
En 1984, pasa al Campeonato del Mundo de Motociclismo con una Yamaha TZR250 del equipo de Kenny Robert en la categoría 250cc. Obtuvo un podio solamente, de forma que termina octavo en la temporada.
Tras esa temporada, Rainey volvió a los Estados Unidos, para correr en el Campeonato de la AMA de Superbikes, donde logró su segundo título en 1987, Además ganó las 200 Millas de Daytona en 1987.
Empezó a competir en la categoría de 500 cc en 1988 con una Yamaha YZR 500 del equipo de Kenny Roberts, donde resultó tercero del campeonato, con siete podios, incluido la victoria en Donington Park. También disputó las 8 Horas de Suzuka, ganando la carrera con una Yamaha con su compañero Kevin Magee.

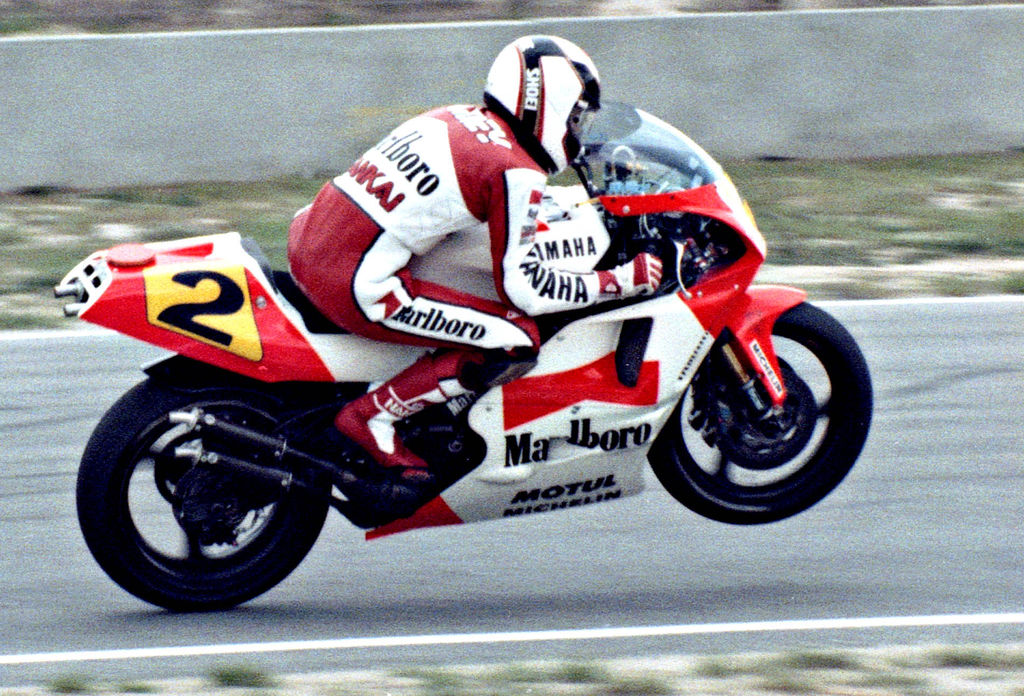
Rainey en 1990 en Laguna Seca

Al año siguiente, logró tres triunfos, y 13 podios en 15 fechas, pero resultó subcampeón por detrás de Eddie Lawson.
En 1990 acumuló 7 victorias, y 14 de las 15 fechas disputadas finalizó en el podio, de modo que consiguió su primer título mundial en la especialidad. Defendió el título en 1991 y en 1992 con seis y tres triunfos obtenidos, respectivamente.
En el camino hacia su cuarto título del mundo, en 1993 cosechó cuatro triunfos y 5 podios adicionales, lo que lo colocó como líder del campeonato luego de la 11.ª fecha en el Gran Premio de la República Checa, con una ventaja de 11 puntos sobre Kevin Schwantz.
El 5 de septiembre de 1993, Rainey lideraba el Gran Premio de Italia en el Circuito de Misano, pero sufrió una grave caída que le dejó parapléjico, paralizado de por vida de cintura abajo. Fue una lesión en la médula espinal, que le ocurrió al momento de caerse de la moto. Por lo tanto, nunca más pudo correr en el motociclismo. Oficialmente resultó subcampeón en esa temporada, por detrás de Kevin Schwantz.

## Resultados

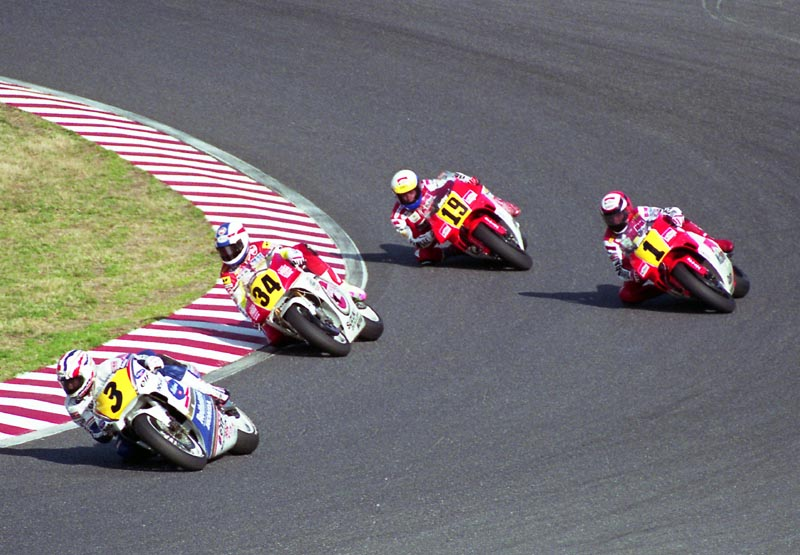
1. 3 Doohan, #34 Schwantz, #19 Kocinski y #1 Rainey en el GP de Japón de 1991.

### Campeonato del Mundo de Motociclismo
(Clave) (negrita indica pole position) (cursiva indica vuelta rápida)

| Año  | Cat.  | Equipo                      | Motocicleta | 1       | 2     | 3      | 4      | 5       | 6     | 7       | 8       | 9      | 10     | 11     | 12      | 13      | 14      | 15      | Pts.  | Pos. |
| ---- | ----- | --------------------------- | ----------- | ------- | ----- | ------ | ------ | ------- | ----- | ------- | ------- | ------ | ------ | ------ | ------- | ------- | ------- | ------- | ----- | ---- |
| 1984 | 250cc | Team Roberts-Yamaha         | TZR250      | RSA NC  | NAC 3 | ESP 10 | AUT NC | ALE 6   | FRA 6 | YUG 4   | NED 12  | BEL NC | GBR 14 | SUE 13 | RSM NC  |         |         |         | 29    | 8.º  |
| 1988 | 500cc | Lucky Strike-Roberts Yamaha | YZR500      | JAP 6   | USA 4 | ESP 6  | EXP 2  | NAC 3   | ALE 2 | AUT 3   | NED 7   | BEL 5  | YUG 3  | FRA 5  | GBR 1   | SUE 5   | CHE 3   | BRA 6   | 189   | 3.º  |
| 1989 | 500cc | Lucky Strike-Roberts Yamaha | YZR500      | JAP 2   | AUS 2 | USA 1  | ESP 2  | NAC DNS | ALE 1 | AUT 3   | YUG 2   | NED 1  | BEL 3  | FRA 3  | GBR 3   | SUE DNF | CHE 3   | BRA 3   | 210.5 | 2.º  |
| 1990 | 500cc | Marlboro-Roberts Yamaha     | YZR500      | JAP 1   | USA 1 | ESP 2  | NAC 1  | ALE 2   | AUT 2 | YUG 1   | NED 2   | BEL 1  | FRA 3  | GBR 2  | SUE 1   | CHE 1   | HUN DNF | AUS 3   | 255   | 1.º  |
| 1991 | 500cc | Marlboro-Roberts Yamaha     | YZR500      | JAP 3   | AUS 1 | USA 1  | ESP 3  | ITA 9   | ALE 2 | AUT 2   | EUR 1   | NED 2  | FRA 1  | GBR 2  | RSM 1   | CHE 1   | LMA 3   | MAL DNS | 233   | 1.º  |
| 1992 | 500cc | Marlboro-Roberts Yamaha     | YZR500      | JAP DNF | AUS 2 | MAL 2  | ESP 2  | ITA DNF | EUR 1 | ALE DNF | NED DNS | HUN 5  | FRA 1  | GBR 2  | BRA 1   | RSA 3   |         |         | 140   | 1.º  |
| 1993 | 500cc | Marlboro-Roberts Yamaha     | YZR500      | AUS 2   | MAL 1 | JAP 1  | ESP 2  | AUT 3   | ALE 5 | NED 5   | EUR 1   | RSM 3  | GBR 2  | CZE 1  | ITA DNF | USA -   | FIM -   |         | 214   | 2.º  |

### 8 Horas de Suzuka
| Año  | Equipo                    | Copiloto    | Motocicleta   | Inicio | Final | Vueltas | Tiempo  |
| ---- | ------------------------- | ----------- | ------------- | ------ | ----- | ------- | ------- |
| 1988 | Team Lucky Strike Roberts | Kevin Magee | Yamaha YZF750 | 1.º    | 1.º   | 202     | 8:02.21 |
| 1989 | Team Lucky Strike Roberts | Kevin Magee | Yamaha YZF750 | 2.º    | Ret   | DNF     | DNF     |